# Västra Ämterviks församling
Västra Ämterviks församling är en församling i Norra Värmlands kontrakt i Karlstads stift. Församlingen ligger i Sunne kommun i Värmlands län och ingår i Sunne pastorat.

## Administrativ historik
Församlingen bildades 1673 genom en utbrytning ur Emterviks församling, som samtidigt namnändrades till Östra Emterviks församling.
Församlingen var till 1765 annexförsamling i pastoratet Sund, (östra) Emtervik, Västra Emtervik, Fryksände och Lysvik som från 1751 även omfattade Gräsmarks församling. Från 1765 till 1 maj 1821 ingick i Frykdals pastorat där församlingarna Sunne, Gräsmark, östra och Västra Ämtervik, Fryksände, Lysvik och Östmark ingick. Från 1 maj 1821 till 1 maj 1882 annexförsamling i pastoratet Sunne, Östra Ämtervik, Västra Ämtervik och Gräsmark för att därefter till 1962 utgöra ett eget pastorat. Från 1962 annexförsamling i pastoratet Sunne, Östra Ämtervik och Västra Ämtervik och där även Gräsmark ingick från 2002.

## Kyrkor
- Västra Ämterviks kyrka